# Jim Packard
Jim Packard (Hendersonville, North Carolina, 23 september 1931 - Fairfield, Illinois, 1 oktober 1960) was een Amerikaans autocoureur. In 1959 en 1960 schreef hij zich in voor de Indianapolis 500. Voor beide races, die allebei deel uitmaakten van het Formule 1-kampioenschap, wist hij zich niet te kwalificeren. In 1960 overleed hij tijdens een midget car-crash.